# شارل مارسيال لافيجري

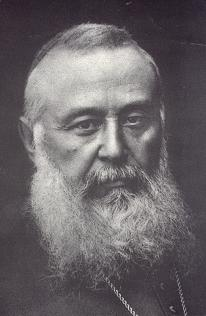
شارل مارسيال ألمان لافيجري

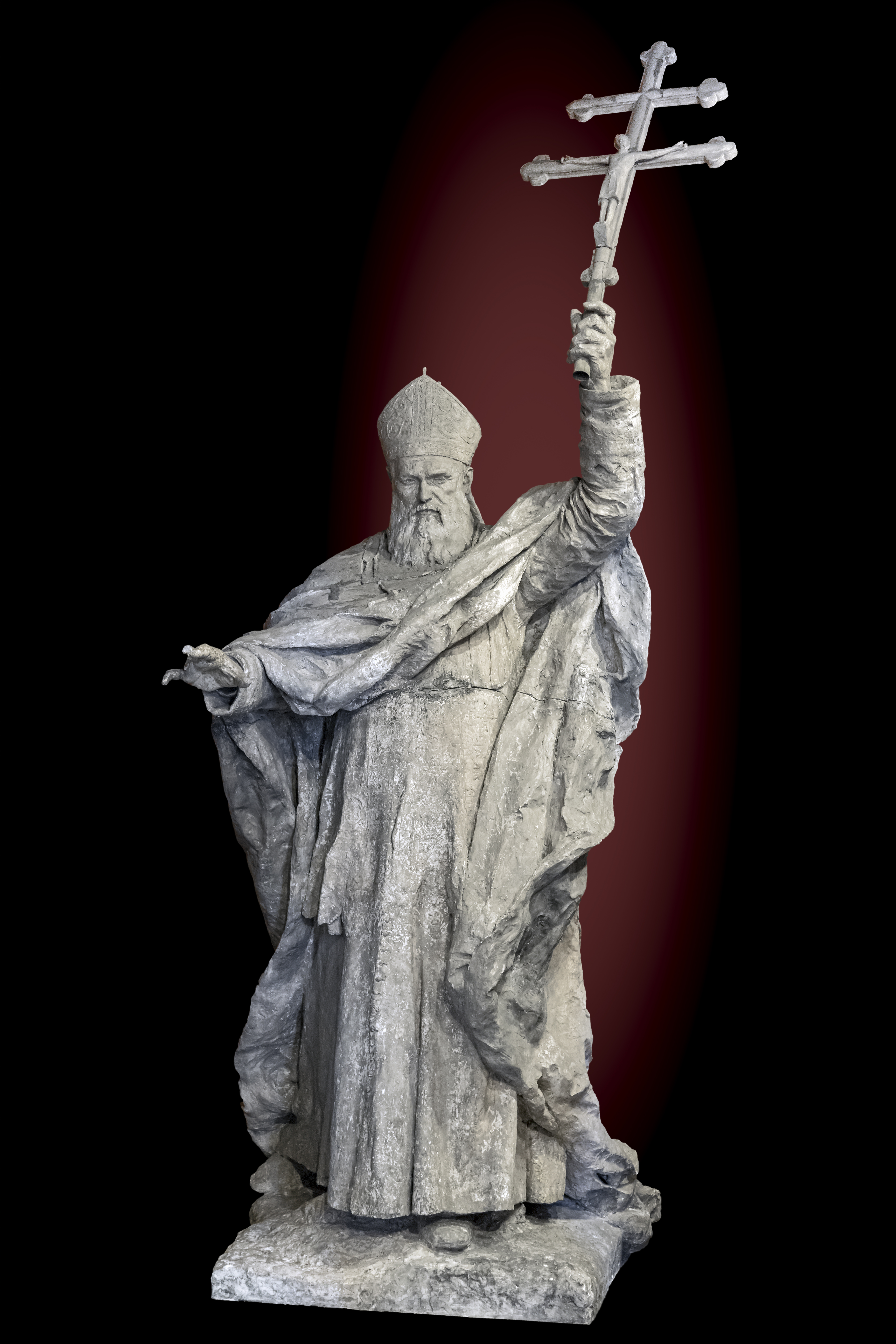
تمثال للافيجري في متحف دي أغوستان بتولوز

الكاردينال شارل مارسيال ألمان لافيجري (بالفرنسية: Charles Martial Lavigerie)‏ (31 أكتوبر 1825 - 18 نوفمبر 1892) هو كاردينال فرنسي ولد في بايون بالبيرني الأطلنطية، عمل أستاذ تاريخ بجامعة السربون بباريس فيما بين 1854 و1856. ثم اتجه إلى سوريا لمساندة الحركة التبشيرية عن طريق التعليم. ثم احتل خطة أسقف بمدينة نانسي الفرنسية سنة 1863.

## انتقاله إلى الجزائر
انتقل إلى الجزائر سنة 1867 حيث أصبح كبير أساقفتها واهتم بالتبشير فأسس سنة 1868 جمعية المبشرين بالجزائر التي تعرف باسم الآباء البيض وأسس في السنة الموالية جمعية الأخوات البيضاوات ، وكان يهدف بعمله تحويل مسلمي الجزائر إلى الديانة المسيحية، معتبرا الجزائر بَابًا نحو القارة الإفريقية التي أرسل إليها بالفعل عددا من البعثات التبشيرية. وهو ما جعله يسمى جاثليق إفريقيا.

## تونس والمجد القديم للمسيحية
التفت إلى تونس منذ سنة 1875، جاعلا من التعليم مقدمة لعمله في محاولة لتمهيد البلاد لما سيقوم به الجنود والدبلوماسيون الفرنسيون فيما بعد، فأسس قبيل انتصاب الحماية معهد القديس لويس الذي تحول بعد الاحتلال الفرنسي للبلاد إلى معهد القديس شارل ثم ليسي كارنو. كما قام بإحياء كنيسة قرطاج القديمة ومنحها اسم كنيسة القديس لويس. وفي سنة 1882 سمي كاردينالا. وتوفي بمدينة الجزائر في 26 نوفمبر 1892. ونقل جثمانه إلى تونس على باخرة لوكوسماو، وفي قرطاج دفن في كاتدرائية سان لويس التي بناها بنفسه.

## نصائحه للاستعمار
في تقرير وجهه إلى الخارجية الفرنسية قبيل احتلال تونس (24-04-1881) كتب متحدثا عن التجربة الفرنسية بالجزائر منتقدا التخلي عن الإداريين العسكريين: «لقد تعجلنا كثيرا، طاعة لساسة الشارع، في إحلال متصرفين مدنيين محل المتصرفين العسكريين. صحيح أن «المكاتب العربية» لم تكن على خير ما يرام. لكنها كانت تملك، في نظر الأهالي الذين يؤمنون بأن القوة هي كل شيء، هيبة سيوفها وهيبة القوات الموضوعة تحت تصرفها، لقد عوضنا أولئك الضباط بمتصرفين مدنيين، أغلبهم غير أكفاء وليس لهم أي شيء مما يهابه العرب ... وعن كل هذا نتج أن أهالي الجزائر، الذين أغضبهم النهب الذي يسلط عليهم من جهة، والذين لم يعودوا يحسون بيد قوية تحكمهم من جهة ثانية، أصبحوا على استعداد للأعمال الأشد تطرفا».
أما عن تونس، فقد كتب في نفس التقرير داعيا إلى عدم إلحاقها المباشر بفرنسا تفاديا لخسائر مماثلة لتلك التي حدثت في الجزائر، وإنما الاكتفاء بنظام حماية عليها: «ولذا فأنا لا أتردد في القول بأننا إذا ما تركنا أنفسنا ننجر في هذه اللحظة نحو إلحاق كلي للإيالة، مهما كان الدافع لذلك، فإننا سنكون ارتكبنا غلطة سياسية فادحة. وفرنسا لا يمكنها أن ترتكب هذه الغلطة، ويجب عليها ألا ترتكبها. يجب عليها أن تقتصر على الحماية الحقيقية التي تعطيها النفوذ الضروري لإعداد المستقبل، والتي بحفاظها الظاهري على حاكم مسلم على رأس البلاد، تسمح لها بفرض إرادتها مع إخفاء يدها، ودون أن تهيج العصبية العربية» (المحجوبي، ص 159-160).

## الاستعمار يخلد ذكراه
تخليدا لذكراه قامت السلطات الاستعمارية في الجزائر بتسمية مدينة باسمه، لكن بعد الاستقلال سميت باسم جندل وهي تابعة إداريا لولاية عين الدفلى.
أما في تونس العاصمة فقد أقيم له بمناسبة مائوية ولادته سنة 1925 تمثال في مدخل المدينة العربية وهو يحمل بيسراه الإنجيل وبيمناه يركز الصليب وهو ما أثار احتجاجات واسعة ومظاهرات شارك فيها مئات الطلبة الزيتونيين. فألقي القبض على عدد منهم ووقع نفي البعض منهم إلى مواطنهم. ومباشرة بعد الاستقلال سنة 1956 وقعت إزاحة هذا التمثال من موقعه.

## روابط خارجية
- شارل مارسيال لافيجري على موقع الموسوعة البريطانية (الإنجليزية)